# 兼永みのり
兼永 みのり（かねなが みのり、1973年2月2日 - ）は、日本の広島ローカルタレント、フリーパーソナリティ。広島県呉市出身。

## 人物・来歴
広島の短大在学中から中国放送の『びしびしばしばしらんらんラジオ』のらんらんスタッフとして出演。元々アイドル志望で、学校卒業後、ローカルタレントをしながらオーディションを受けたりしていた。現在も地元広島を中心にタレントとして活躍している。

## 主な出演

### 現在の出演番組

#### テレビ
- てっぺん!（広島テレビ） - 映画担当

### 過去の出演番組

#### テレビ
- ゴールドラッシュ!（フジテレビ）オーディション番組、1991年出演。
- H（アッシュ）（RCCテレビ）…1993～1994年放送の平日の深夜番組。
- ひょっこり評判テレビ（広島ホームテレビ）…1990年代半ばに土曜日午前中に放送されていた風見しんごが司会を務めていた番組。
- ごじごじテレビ（RCCテレビ）
- 中町スタイル・中町スタイルぷらす（広島テレビ）

etc

#### ラジオ
- びしびしばしばしらんらんラジオ（RCCラジオ）
- グーチョキパー アニゲでポン（MBSラジオ）
- ラジオチョモランマ（RCCラジオ）
- みのばん（RCCラジオ）
- 桑原しおりの基町こまち（RCCラジオ）…「京橋の杜情報局」（木曜日15:35～45頃）担当。
- 恋するメロディ 君と僕とのミュージックボックス（RCCラジオ）（2001年10月14日 - 2011年4月2日）[1]

etc

## ディスコグラフィ

### レコード・CD
- OKONOMI-YAKI de HIROSHIMA
- お好み村音頭
らんスタ時代にお好み村のテーマソングを歌っている。CD及びテープをお好み村でも販売していた。